# Oreidis Despaigne
Pour les articles homonymes, voir Despaigne.
Oreidis Despaigne, né le 20 septembre 1981 à Cienfuegos, est un judoka cubain évoluant dans la catégorie des moins de 100 kg (poids mi-lourds). En 2004, il participe à ses premiers Jeux olympiques mais est éliminé dès le second tour du tableau principal et ne peut prétendre au podium olympique. En 2007, après avoir remporté la médaille d'or aux Jeux Panaméricains 2007, il monte sur son premier podium mondial à Rio de Janeiro. Éliminé en demi-finale de la compétition par le Britannique Peter Cousins, il obtient la médaille de bronze en s'imposant lors du match pour la troisième place face à un judoka géorgien.

## Palmarès

### Championnats du monde
- Championnats du monde 2007 à Rio de Janeiro (Brésil) :
  -  Médaille de bronze dans la catégorie des moins de 100 kg (poids mi-lourds).

### Jeux panaméricains
- Jeux panaméricains de 2003 à Saint-Domingue (République dominicaine) :
  -  Médaille de bronze dans la catégorie des moins de 100 kg.
- Jeux panaméricains de 2007 à Rio de Janeiro (Brésil) :
  -  Médaille d'or dans la catégorie des moins de 100 kg.